# José Antonio Castro González
José Antonio Castro González (* 11. August 1980 in Mexiko-Stadt) ist ein mexikanischer Fußballspieler.
Nach größeren Verletzungsausfällen im Stammkader kam Castro beim mexikanischen Club América am 25. Februar 2001 zu seinem Debüt in der Primera División de México. Im folgenden Jahr war er schon öfter im Einsatz und im dritten Jahr gehörte er zum Stammkader des Hauptstadtvereins auf der Position des rechten Verteidigers. Auf über 150 Einsätze für seinen Verein brachte er es in den ersten sechs Jahren und seinen größten Erfolg hatte er 2005 mit dem Gewinn des Meistertitels in der Clausura und dem anschließenden Gewinn der nordamerikanischen Clubmeisterschaft, dem CONCACAF Champions Cup.
2003 entdeckte ihn der neue Nationaltrainer Ricardo La Volpe und nahm ihn in die Nationalmannschaft auf, doch seine Zeit war noch nicht gekommen. Nach fünf Spielen folgte eine längere Pause und erst Ende 2005, in der Vorbereitung auf die Fußball-Weltmeisterschaft 2006 in Deutschland, kam er wieder zum Einsatz. Als Ersatzspieler für die Abwehr stand er im WM-Aufgebot Mexikos.
Titel / Erfolge
- CONCACAF Champions Cup 2006
- Primera División (Mexiko) Meister: Sommer 2002, 2005-Clausura